# Eric van Tilbeurgh
Henricus Jacobus Adriana Maria van Tilbeurgh, lepiej znany jako Eric van Tilbeurgh (ur. 17 grudnia 1964 w Boxtel) – holenderski konserwator zabytków, historyk-pasjonat, kolekcjoner i działacz społeczny propagujący wiedzę o Polskich Siłach Zbrojnych na Zachodzie. Odznaczony m.in. Krzyżem Kawalerskim Orderu Zasługi Rzeczypospolitej Polskiej w 2011 roku oraz wyróżniony nagrodą „Świadek Historii” Instytutu Pamięci Narodowej w 2015 roku.

## Wczesne lata
Eric van Tilbeurgh urodził się 17 grudnia 1964 roku w Boxtel w Brabancji Północnej na południu Holandii w rodzinie rzymskokatolickiej. Ma młodszą siostrę. Uczęszczał do szkoły podstawowej St. Angela w Boxtel i z powodzeniem ukończył Bracbant-Havo, również w Boxtel. Następnie pobierał naukę z technik malarskich i konserwatorskich w M.T.S. St. Lucas w Boxtel, a później w NOTKA (National Training Center for Tourist Cadres) w Bredzie. W latach 1989–1991 pełnił służbę wojskową w jednostce łącznikowej w rejonie Arnhem. Pracował na różnych stanowiskach kierowniczych w biznesie.

## Działania społeczne
Jako nastolatek, Eric van Tilbeurgh słyszał od ojca opowieści o polskich żołnierzach, którzy wyzwalali Holandię w latach 1944–1945. Opowiedział mu on o spotkaniach z Polakami, którzy płakali, kiedy w lutym 1945 roku dowiedzieli się o postanowieniach konferencji jałtańskiej, pozostawiających Polskę w sowieckiej strefie wpływów. Oznaczało to, że jako wyzwoliciele kilku europejskich krajów, sami nie mogli wrócić do wolnej Polski. Przez ponad 40 lat rodzina van Tilbeurghów często gościła w swoim domu polskich weteranów i ich rodziny, zawsze uczestniczyli też oni w rocznicowych obchodach wyzwolenia Holandii.
Kierowany rodzinnymi tradycjami i wspomnieniami, Eric van Tilbeurgh postanowił samodzielnie zbudować archiwum i kolekcję, aby zachować historię polskich żołnierzy i propagować wiedzę o niej. Od wczesnej młodości przez wiele lat odwiedzał Instytut Polski i Muzeum im. gen. Sikorskiego w Londynie, a podczas swoich badań ściśle współpracował z Krzysztofem Barbarskim, obecnie prezesem Instytutu Sikorskiego. Dzięki temu udało mu się zbudować własne archiwum, poświęcone w szczególności 1 Samodzielnej Brygadzie Spadochronowej i 1 Dywizji Pancernej, które walczyły na ziemiach holenderskich.
Od 1980 roku Eric van Tilbeurgh zaczął współorganizować wystawy na temat Polskich Sił Zbrojnych w Holandii i zbierać materiały z nimi związane. W 1994 roku założył Fundację „Wojtek, Polscy Wyzwoliciele na wszystkich frontach”. Nazwa pochodzi od imienia niedźwiedzia Wojtka, maskotki 2 Korpusu Polskiego we Włoszech, który dla wielu polskich żołnierzy miał znaczenie symboliczne: tak jak on, po wojnie stali się „sierotami bez ojczyzny”. Obecnie kolekcja Erica van Tilbeurgha zawiera ponad 100 oryginalnych mundurów wszystkich polskich formacji wojskowych, które działały na Zachodzie w latach 1939–1947, takich jak Polskie Siły Powietrzne, Polska Marynarka Wojenna, 2 Korpus Polski we Włoszech, Cichociemni, 1 Samodzielna Brygada Spadochronowa i 1 Dywizja Pancerna, a także ich sprzęt, emblematy, pamiętniki, odznaczenia, kilka tysięcy oryginalnych zdjęć z epoki i ok. 15 tys. polskich dokumentów w postaci raportów, paszportów, listów itp. Ekspert z polskiego Ministerstwa Kultury i Dziedzictwa Narodowego po zapoznaniu się z kolekcją i archiwum Erica van Tilbeurgha oświadczył, że jest to największa tego typu prywatna kolekcja na świecie, a jego wiedza podwaja wartość kolekcji.
Z okazji 60. rocznicy operacji Market Garden w 2004 roku Eric van Tilbeurgh zorganizował dużą wystawę w kościele w Driel, we wsi w której walczyli polscy spadochroniarze w 1944 roku. Jednocześnie swoją wiedzą i archiwum wniósł istotny wkład w powstanie filmu dokumentalnego dla holenderskiej telewizji pt. Zapomniani Polacy z bitwy pod Arnhem w reżyserii Geertjana Lassche. Film poruszył opinię publiczną w Holandii, a tamtejsze Ministerstwo Obrony nieoficjalnie skontaktowało się z Erikiem van Tilbeurghiem w celu zbadania, czy po 60 latach można jeszcze odznaczyć polską 1 Samodzielną Brygadę Spadochronową. Niedługo potem dwóch polityków poruszyło ten temat w parlamencie, a rząd holenderski postanowił wszcząć oficjalne dochodzenie, w dużej mierze oparte na wiedzy i archiwum gromadzonym na przestrzeni wielu lat przez Erica van Tilbeurgha. Dochodzenie zostało następnie przekazane Kapitule Orderu Wojskowego Wilhelma, a w grudniu 2005 roku podjęto decyzję o przyznaniu polskiej jednostce najwyższego holenderskiego oznaczenia wojskowego. 31 maja 2006 roku w Binnenhof w Hadze królowa Beatrycze udekorowała sztandar 6 Brygady Powietrznodesantowej z Krakowa, kontynuującej tradycje 1 Samodzielnej Brygady Spadochronowej, Orderem Wojskowym Wilhelma, a gen. Stanisława Sosabowskiego pośmiertnie odznaczyła Medalem Brązowego Lwa.
W tym samym roku, na specjalną prośbę Erica van Tilbeurgha, z inicjatywy Kapituły Orderu Wilhelma w Ambasadzie Królestwa Holandii w Londynie oryginalny sztandar 1 Samodzielnej Brygady Spadochronowej, potajemnie uszyty w okupowanej przez Niemców Warszawie na prośbę gen. Sosabowskiego i przemycony do Anglii w nadziei, że pod tym sztandarem brygada będzie walczyć o wyzwolenie polskiej stolicy, został udekorowany Orderem Wojskowym Wilhelma za walki brygady w Driel i Oosterbeek.
W latach 2007–2008 polska dziennikarka Joanna Pieciukiewicz zrealizowała dla oddziału Telewizji Polskiej, TVP Polonia, film dokumentalny pt. Honor generała o gen. Stanisławie Sosabowskim, przy którym Eric van Tilbeurgh pełnił rolę konsultanta historycznego. W 2010 roku w Parlamencie Europejskim w Brukseli zorganizowano specjalny pokaz tego filmu oraz sympozjum na temat Polskich Sił Zbrojnych, które moderowali europarlamentarzyści Jerzy Buzek, Jacek Saryusz-Wolski oraz Wim van de Camp, gdzie Eric van Tilbeurgh przedstawił po raz pierwszy plany stworzenia stałego Muzeum Polskich Sił Zbrojnych.
W 2011 roku Eric van Tilbeurgh przemawiał i prezentował film Honor Generała w Polskiej Akademii Nauk w Wiedniu, a w 2014 roku podczas sympozjum „Zeitenwende 1944” w Muzeum Historii Wojskowości w tymże mieście. W tym samym roku wziął udział w kolejnych dwóch filmach dokumentalnych: Moja dusza należy do Polski i Wolność mierzona śladami gąsienic, pierwszy poświęcony w szczególności zbiorom Erica van Tilbeurgha oraz walkom polskich spadochroniarzy w Driel i Oosterbeek, a drugi polskiej 1 Dywizji Pancernej i jej dowódcy, gen. Stanisławowi Maczkowi.
W oparciu o swoją kolekcję oraz archiwum Eric van Tilbeurgh ma nadzieję stworzyć stałe Muzeum Polskich Sił Zbrojnych na Zachodzie. Inicjatywa ta jest promowana m.in. na jego stronie na portalu Facebook, gdzie jest szeroko komentowana przez polskich internautów.

## Nagrody
W grudniu 2008 roku Związek Piłsudczyków w Szczecinie przyznał Ericowi van Tilbeurghowi Złoty Krzyż Zasługi Związku Piłsudczyków, jako pierwszemu cudzoziemcowi i dziesiątej osobie, która otrzymała tę nagrodę. 9 maja 2011 roku ambasador Rzeczypospolitej Polskiej w Holandii Janusz Stańczyk w imieniu prezydenta RP Bronisława Komorowskiego wręczył Ericowi van Tilbeurghowi Krzyż Kawalerski Orderu Zasługi Rzeczypospolitej Polskiej. W 2015 roku dyrektor Urzędu do Spraw Kombatantów i Osób Represjonowanych wręczył mu Medal „Pro Memoria” w niemieckim Oberlangen, gdzie mieścił się obóz jeniecki wyzwolony przez 1 Dywizję Pancerną. W tym samym roku polski Instytut Pamięci Narodowej uhonorował Erica van Tilbeurgha nagrodą „Świadek historii”, jako podziękowanie za jego wieloletnie zaangażowanie w promocję wiedzy i upamiętnianie Polskich Sił Zbrojnych na Zachodzie.

## Publikacje
Eric van Tilbeurgh jest współautorem dwóch publikacji historycznych:
- Generał Stanisław Sosabowski, wydanej w 1996 roku przez Instytut Polski i Muzeum Sikorskiego w Londynie przez J. Englerta i K. Barbarskiego;
- Sympozjum Zeitenwende 1944, opublikowane w 2015 roku przez Muzeum Historii Wojskowości w Wiedniu wraz z Polską Akademią Nauk w tymże mieście[12].

## Życie prywatne
Podczas premiery filmu dokumentalnego Honor generała w Warszawie w 2008 roku Eric van Tilbeurgh spotkał się z dziennikarką i prezenterką telewizyjną Ewą Maltańską. Para pobrała się w 2010 roku i mieszka w Holandii. Wspólnie pracują nad wszelkiego rodzaju projektami promującymi historię Polskich Sił Zbrojnych, w tym założoną w Polsce przez Ewę Maltańską Fundacją Surge Polonia.